# Ashraf Dehghani
Ashraf Dehghani (persiska: اشرف دهقانی ), född i Tabriz 1948, är en iransk revolutionär och omtalad kommunist.
År 1971 grundade hon tillsammans med sin bror Behrouz Dehghani och några andra personer Organisationen för Iranska folkets Fedajin-gerilla (OIPFG). En kort tid senare fängslades och torterades hon av den iranska säkerhetstjänsten SAVAK. Två år senare lyckades hon fly. I sin bok Tortyr och Motstånd i Iran beskriver hon sina upplevelser under fängelsetiden. År 1979 lämnade hon OIPFG och grundade en egen organisation med likartat namn: Iranska folkets Fedajin-gerilla (IPFG) . Hon anklagade OIPFG för att ha gett upp den väpnade kampen.
Dehghani lämnade Iran i början av 1980-talet, innan dess hade hon under iranska revolutionen varit politiskt aktiv i Teheran och Tabriz och senare även i provinsen Kordestan. 
Idag lever hon på en hemlig plats i exil.